# Cupaniopsis trigonocarpa
Cupaniopsis trigonocarpa är en kinesträdsväxtart som beskrevs av Ludwig Radlkofer. Cupaniopsis trigonocarpa ingår i släktet Cupaniopsis och familjen kinesträdsväxter. Inga underarter finns listade i Catalogue of Life.